# Rauer Beinwell
Der Raue Beinwell (Symphytum asperum), auch Kaukasus-Comfrey genannt, ist eine Pflanzenart aus der Gattung Beinwell (Symphytum) innerhalb der Familie der Raublattgewächse (Boraginaceae). Das ursprüngliche Verbreitungsgebiet liegt in der Kaukasusregion.

## Beschreibung

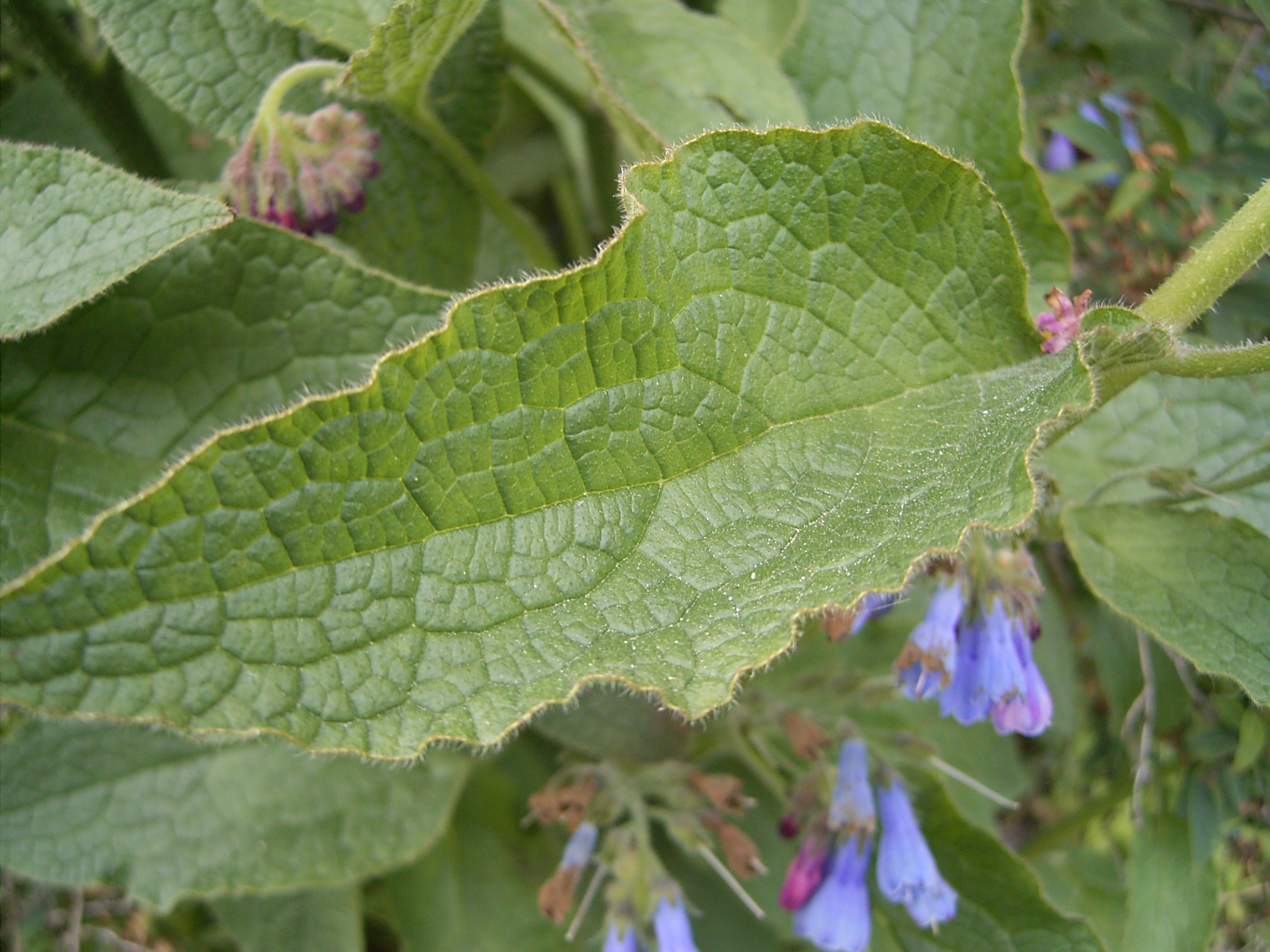
Gestieltes, einfaches, behaartes Laubblatt

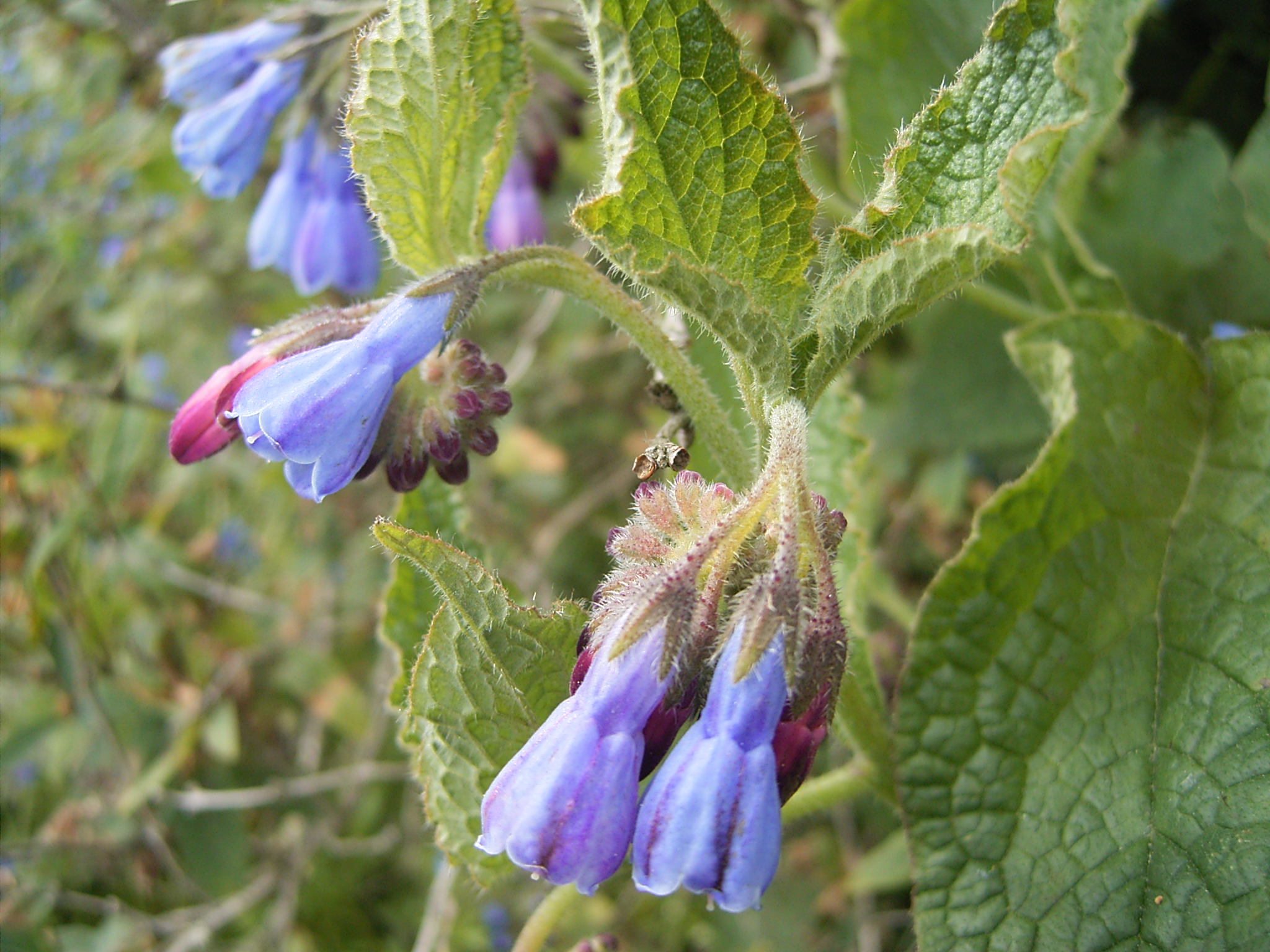
Blütenstand mit anfangs rötlichen und später blauen Blütenkronen

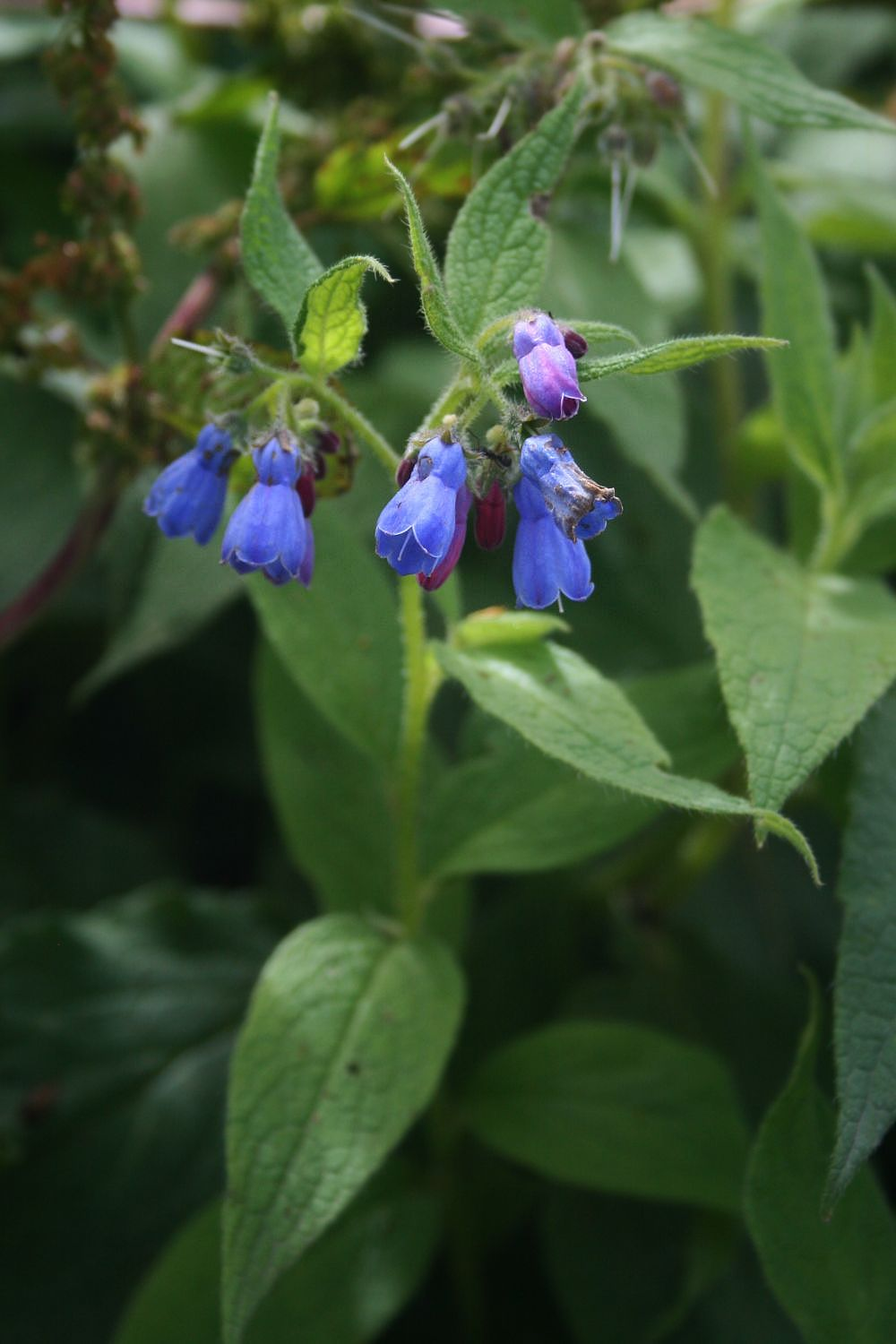
Der Blütenstand ist eine Doppelwickel

### Erscheinungsbild und Laubblatt
Der Raue Beinwell ist eine ausdauernde krautige Pflanze und erreicht Wuchshöhen von 100 bis zu 180 Zentimetern. Der „Wurzelstock“ wächst aufrecht. Der relativ kräftige, verzweigte Stängel besitzt verstreut auf auffallenden Höckern sitzende, abwärts gebogene, seitlich abgeflachte, stachelige Pflanzenhaare (Indument).
Die wechselständig am Stängel angeordneten Laubblätter sind meist gestielt und die obersten sitzend. Sie sind nicht herablaufend und nicht stängelumfassend. Die einfachen Blattspreiten sind eiförmig bis länglich mit keilförmigem bis gerundetem oder schwach herzförmigem Spreitengrund und ganzrandig. Sie sind zumindest neben der Mittelrippe dicht borstig und stachelig behaart. Nebenblätter sind nicht vorhanden.

### Blütenstand, Blüte und Frucht
Wenige Blüten bilden einen endständigen Blütenstand in Form eines Doppelwickels. Tragblätter werden nicht ausgebildet.
Die zwittrigen Blüten sind radiärsymmetrisch und fünfzählig mit doppelter Blütenhülle. Die fünf Kelchblätter sind auf einem Viertel bis zu einem Drittel ihrer gesamten Länge von 3 bis 6 Millimetern verwachsen. Die fünf Kelchzähne sind lanzettlich mit stumpfem oberen Ende. Die fünf 11 bis 20 Millimeter langen Kronblätter sind zu einer glockenförmigen Krone verwachsen, die anfangs rosafarb bis karminrot und in weiterer Folge lebhaft himmelblau bis blau gefärbt ist. In der Kronröhre befinden sich fünf zungenförmige, an der Basis leicht verbreiterte Kronschuppen mit am Rand dicht stehenden und schmal zylindrisch-kegelförmig geformten Drüsen. Es ist nur ein Kreis mit fünf Staubblättern vorhanden. Die gering schmäleren Staubfäden sind etwa gleich lang wie die Staubbeutel und das Konnektiv ist nicht über die Theken hinauswachsend.
Es werden Klausenfrüchte gebildet, die in vier raue, netzförmig gerunzelte bis grubige und fein warzige Teilfrüchte, Klausen genannt, zerfallen.

### Chromosomenzahl
Die Chromosomenzahl beträgt 2n = 32, 36 oder 40.

## Vorkommen
Ursprünglich ist der Raue Beinwell in der nordöstlichen Türkei, dem nördlichen Iran und den kaukasischen Staaten Armenien, Aserbaidschan, Georgien und in der russischen Republik Dagestan verbreitet. Der Raue Beinwell in ganz Europa außer in den südlichsten Mittelmeerregionen ein eingebürgerter Neophyt.
Die ökologischen Zeigerwerte nach Landolt et al. 2010 sind in der Schweiz: Feuchtezahl F = 3w (mäßig feucht aber mäßig wechselnd), Lichtzahl L = 3 (halbschattig), Reaktionszahl R = 3 (schwach sauer bis neutral), Temperaturzahl T = 4+ (warm-kollin), Nährstoffzahl N = 4 (nährstoffreich), Kontinentalitätszahl K = 3 (subozeanisch bis subkontinental).

## Nutzung
Die Einführung als Futterpflanze, vor allem für Schweine, und als Zierpflanze erfolgte im 16. Jahrhundert. Der Raue Beinwell ist bisweilen verwildert und in Mitteleuropa als Neophyt in Gesellschaften des Arction-Verbands eingebürgert.
Auf den britischen Inseln wurde er Ende des 18. Jahrhunderts von Joseph Busch eingeführt, nachdem dieser als leitender Gärtner an den Palast von Katharina II. in St. Petersburg ging und dann verschiedene Beinwellpflanzen an seinen Geschäftsnachfolger Conrade Loddige in London schickte. Gärtnerei Loddige führte sieben Beinwell-Arten, darunter Rauen Beinwell. Nach einigen Jahren der Ziernutzung begann James Grant mit einem Anbauversuch im Jahr 1810 das landwirtschaftliche Potenzial auszuloten.
In Österreich wird er möglicherweise noch heute als Futterpflanze angebaut und ist selten lokal in Salzburg und vielleicht in Kärnten anzutreffen.

## Systematik
Die Erstbeschreibung von Symphytum asperum erfolgte 1805 durch Iwan Iwanowitsch Lepjochin in Nova Acta Academiae Scientiarum Imperialis Petropolitanae, Band 14, Seite 442, Tafel 7. Synonyme für Symphytum asperum Lepech. sind Symphytum asperrimum Sims, Symphytum armeniacum Buckn. und Symphytum asperum var. armeniacum (Buckn.) Kurtto.
Der Raue Beinwell ist gemeinsam mit dem Echten Beinwell (Symphytum officinale) Elternteil folgender Hybriden:
- Futter-Beinwell (Symphytum ×uplandicum Nyman)
- Symphytum ×norvicense Leaney & C.L.O’Reilly[9]